# Robert de Pinho de Souza
Robert de Pinho de Souza (født 7. februar 1981) er en tidligere brasiliansk fodboldspiller.